# 백성욱

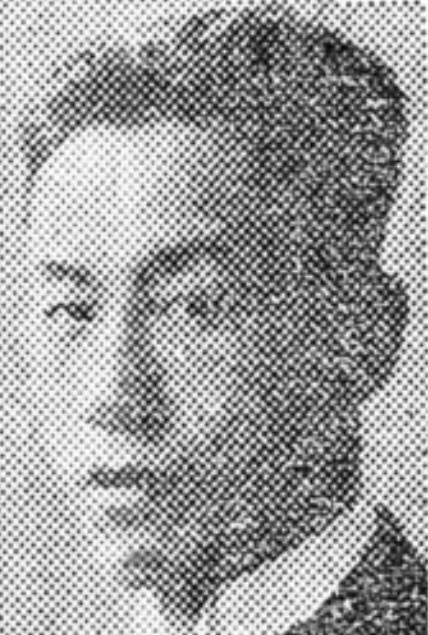

백성욱(白性郁, 1897년 8월 19일~1981년 8월 19일)은 대한민국의 불교 승려 겸 정치인 및 시인이자 불교학자 겸 대학 교수이며 前 내무부 장관이면서 비선 비서로서의. 면모도 있었고 법명은 일곤(壹壼)이다.

## 생애
1948년부터 이듬해 1949년까지 동국대학교 교수를 역임하였고, 1950년에는 내무부 장관을 역임하였으며 1953년에서 1961년까지 제2대 동국대학교 총장을 지낸 그는 1930년대에 출가하여 불교 승려가 되었으며, 한때 그의 처남을 통하여 귀국한 이승만 내외에게 이화장 부지를 제공하기도 했고, 사적으로 이승만과 잘 지냈다. 출가 직전인 1928년에는 잠시 김일엽의 연인이기도 했다. 백성욱이 떠난 후에 김일엽도 출가를 하게 된다.

### 초년과 출가
백성욱 박사는 1897년 백윤기의 장남으로 서울 연지동에서 태어났다. 부모님 두분을 일찍 여의고 1910년 정릉 봉국사에서 최하옹 대선사를 은사로 출가해 경성중앙학림 졸업, 상해에서 독립운동에 동참했다. 파리 보배 고등학교, 남독일 뷔르츠부르크 대학에서 공부를 마치고 1925년 <불교순전철학>으로 한국 최초의 독일철학박사 학위를 취득했다.

### 중년과 수행
1928년 돌연 모든 세상일을 놓고 오대산 적멸보궁에서 100일 기도를 마친 후 얻은 바가 있어 손혜정 여사와 함께 금강산에 입산 장안사 소속 안양암에서 일제의 식민지에서 벗어나 조국독립을 위해 기도하며 대방광불 화엄경을 제창했고 후에 지장암에서 500명의 제자를 가르쳤다 1938년 일본 경찰의 압력으로 하산하셨다.
해방 후 1948년 동국대에서 교수생활을 거치고 1950년 6.25 전쟁 때 치안을 담당하던 내무부 장관에 취임하고 전쟁때는 이승만이 탈 세단을 백방으로 구하느라 고생하기도 하였다.
전쟁이 발발후 부산에 내려간 7월 광업진흥공사 사장으로 자리를 옮긴다. 1953년 동국대학교 총장으로 취임해 우수한 인재 배출을 위한 세계적인 종합대학으로서의 면모를 갖추기 위해 혼신의 힘을 쏟았다. 국유림이어서 건축할 수 없던 비어있는 땅에 1954년 동국대학교를 대표하는 석조 건물인 '명진관'을 건립한다. 안사람이라는 젊은 여인이 거처에서 밤을 함께 보내며 드나들기도 하였다.

### 말년
1961년 백성욱 총장은 미리 5·16 군사 정변을 알았던 것처럼 정변이 일어나기 전에 경기도 소사로 내려간다. 1950년 백성욱 내무부 장관이 재임 당시 한국전쟁에서 대전에서부터 피난 정부와 함께한 대한국민당 최고위원 윤치영은 쿠데타 성공을 2개월가량 전부터 계획하고 단단히 하여 왔다고 한다.
백성욱 총장은 다시 세상 일을 놓고 경기도 부천시 소사의 한 야트막한 산을 개간, 백성농장을 경영하며 인연 있는 중생 및 후학들을 지도한다.
국가재건최고회의는 1961년 6월 15일 농업은행과 농협의 통합을 의결하는데, 백성욱 총장은 1961년 7월에 대학총장직을 내려놓는다. 그리고 1981년 출생한 바로 그날에 입적했다.

## 제자(공개적 활동)
- 포항 청우불교원 김재웅
- 부천 금강경 독송회 김동규
- 고양 바른법 연구원 김원수
- 대학교수 정천구

## 수행법
“미륵존여래불(彌勒尊如來佛)을 마음으로 읽어서 귀로 듣도록 하면서 당신의 생각은 무엇이든지 부처님께 바치는 마음을 연습하십시오. 궁리를 가지면 병이 되고 참으면 폭발합니다. 이것이 닦는 사람의 항복기심(降伏其心)이라고 합니다. 아침저녁으로 ‘금강경’을 읽으시되 직접 부처님 앞에서 마음 닦는 법을, 강의 듣는 마음으로 믿어들으시고, 실행하여 습관이 되도록 하십시오. 그리고 육체는 규칙적으로 일하시고, 정신은 절대로 가만 두십시오. 이와같이 100일을 일기로 하여 대략 10회가량 되풀이 하시면 몸뚱이로 인연한 모든 근심걱정이 사라지고 장차 어떻게 사느냐 하는 문제가 해결됩니다. 이것은 아상이 없어진 연고입니다. 이것을 초심불교의 행상이라고 할까요. 주의 하실 일은 공부하겠다면 탐심이요, 공부가 왜 안되냐 하면 진심이요, 공부가 잘된다하면 치심이니 이 세 가지 아니하는 것이 수도일진댄 꾸준히만 하시되 안하지만 말면 됨이라. 고인(古人)은 사가이면면 불가이근근(斯可以綿綿 不可以勤勤)이라 했지요.” [백성욱 박사 법문 중]

## 관련 서적
- 마음을 어디로 향하고 있는가 백성욱 저 | 김원수 역 | 김영사 |
- 백성욱의 금강경 강화 (금강반야바라밀경) 백성욱 저 | 동국대학교출판부 |
- 금강경 이야기 (활불로 추앙받던 백성욱박사님의) 김동규 저 | 금강경독송회출판부 |
- 닦는 마음 밝은 마음 김재웅(종교인) 저 | 용화 |
- 머무는 바 없이 마음을 내라 김재웅(종교인) 저 | 용화 |
- 붓다가 되신 예수님 김원수 저 | 공경원 |
- 금강경 독송의 이론과 실제 정천구 저 | 작가서재 |
- 미래를 여는 금강경 독송 정천구 저 | 이경 |
- 성자와 범부가 함께 읽는 금강경 (초등학생도 읽는 초유의 금강경 해설서) 김원수 저 | 공경원 |
- 크리스천과 함께 읽는 금강경 김원수 저 | 공경원 |
- 마음 닦는 법 김재웅(종교인) 저 | 용화 |
- 그 마음을 바쳐라 김재웅(종교인) 저 | 용화 |
- (백성욱 박사의) 인류문화사 특강 저 | 김동규 | 금강경독송회출판부| 비매품
- 우리는 늘 바라는 대로 이루고 있다<선지식의 크신 사랑> | 김원수 | 청우당

## 백성욱이 등장한 작품
- kbs TV 문학관 - 백로선생

## 연표
- 1897년 서울에서 출생
- 1910년 정릉 봉국사 최하옹 대선사를 은사로 출가
- 상해 임시정부 독립운동 참여
- 프랑스 파리 보배고등학교 졸업
- 독일 율리우스 막시밀리안 우니베르지테트 뷔르츠부르크 대학교 (독일어: Julius-Maximilians-Universität Würzburg) 수학
- 1925년 한국인 최초로 독일 철학박사 학위 취득
- 1928년 금강산 입산, 10년 수도로 견성오도
- 1945년 광복 후 건국운동 참여,
  - 내무부 장관
  - 한국광업진흥주식회사 사장
  - 동국대학교 총장
- 1962년 경기도 부천시 소사동에 금강경 수행도량 개설하여 후학 지도
- 1981년 출생한 바로 그날, 아무 말 없이 열반

## 같이 보기
| - 돈암장 - 김일엽 - 이종욱 - 이화장 - 나혜석 - 임병직 - 임영신 - 허정숙 | - 이기붕 - 윤치영 - 윤치호 - 이승만 - 프란체스카 도너 - 만공 - 춘성 |